# Ikrek csillagkép

Az Ikrek csillagkép

Az Ikrek (latin: Gemini) egy csillagkép, egyike a 12 állatövi csillagképnek. Jele: .

## Története, mitológia
A görög mitológia szerint az ikerpárnak, Kasztórnak és Polluxnak igen eltérő tulajdonságai voltak. Pollux halhatatlan lett, mert Kasztórnak a holtak birodalmába, az alvilágba kellett mennie. Pollux megkísérelte, hogy ikertestvérét rendszeresen meglátogassa az alvilágban. A nagy testvéri szeretet megjutalmazására az istenek a csillagos égre helyezték a két ikert. Kasztór és Pollux Zeusz és Léda, Tündareósz spártai király feleségének a fiai voltak, ők születtek a hattyúvá vált királynő egyik tojásából (a másikból Heléna, aki előbb Menelaosz spártai király, majd Parisz, trójai királyfi felesége lett). Azt mondták róluk, hogy képesek voltak Szent Elmo tüzeként megjelenni, aranyszínű szárnyakkal a levegőben száguldani, ugyanakkor a viharzó tenger hullámait is lecsillapítani.
Együtt szerezték vissza Thészeusztól az elrabolt húgukat, Helénát. Elrabolták Leukipposz lányait, mert azok jegyesei becsapták az ikreket. Nagy csatákban megmentőként jelentek meg, állítólag az i. e. 405-ben vívott aigoszpotamoi csatában is megjelentek a spártai Lüszandrosz hajóján.
A magyar mondakincs is megemlékezik a csillagképről Két Árva néven. A monda szerint két árva élt egy faluban, ám senki sem segített nekik, még egy falat kenyeret sem kaptak. Egy nap eltévedtek az erdőben, örökre nyomuk veszett, de az Isten felrakta őket a mennyboltra, hogy mindig figyelmeztessék az embereket.

## Csillagok
Nevéhez hűen számos kettőscsillag található a csillagkép területén. A Pollux kissé fényesebb, mint a Castor, mégis az utóbbit nevezik α Geminorum-nak. (Minél kisebb magnitudó, annál fényesebb.)
- β Gem – Pollux fényessége 1,16 magnitúdó, K0IIIb fényosztályú, a távolsága 33,5 fényév. Ellentétben a Castor-ral, amelynek mindkét fő komponense fehérnek tűnik, a Pollux narancsszínű csillag, B-V indexe +1.0. Forgási ideje 38 nap.
- α Geminorum – Castor: fényessége 1,58 magnitúdó, 52 fényév távolságra van a Földtől. Egyúttal ismert kettőscsillag is, a fő csillag (Castor A) fényessége 2,0 (ez 22-szer fényesebb a Napnál), a kísérő csillagé (Castor B) 2,8 magnitúdó. A két csillag keringési ideje nem ismert pontosan, de 350 és 400 év közé teszik. A Castor tulajdonképpen többszörös rendszer, 72,5” távolságban egy további 9 magnitúdós kísérőt lehet látni, valamint az A és B jelölésű – fényesebb – komponensek is spektroszkópiai kettősök, melyeket optikailag nem lehet felbontani. Összesítve tehát a Castor hatszoros rendszer.

A Castor és a Pollux egymástól 18 fényév távolságra van. Az égbolton látszó egymástól való távolságuk 4,5°.

## Kettőscsillagok

Rubens: Leukipposz lányainak elrablása, 1618

- ε Gem:harmadrendű sárga szuperóriás, kilencedrendű kísérővel, ami már kis nyílású távcsővel is meglátható.
- 38 Gem: ötöd- és egy nyolcadrendű, sárga színű komponensekből áll, a megpillantásukhoz kis távcső is elegendő.

## Változócsillagok
- ζ Gem: 4 magnitúdós cefeida, mintegy 10 naponként 0,4m-nyit ingadozik.
- η Gem: félszabályos vörös változócsillag, 3m- 4m közötti ingadozással.

## Mélyég-objektumok
- Messier 35 (NGC 2168) nyílthalmaz
- Eszkimó-köd (NGC 2392) planetáris köd

## Meteorok
A Geminidák december 13-14-e táján érkeznek a Castor felől. A meteorraj nagyon látványos, óránként akár 100 meteor is látható, közülük sok a fényes, némelyik robban.